# Сімоне Алессіо
Сімоне Алессіо (італ. Simone Alessio, нар. 14 квітня 2000, Ліворно, Італія) — італійський тхеквондист, бронзовий призер Олімпійських ігор 2024 року, чемпіон світу та Європи.

## Виступи на Олімпіадах
| Олімпіада  | Дисципліна | Місце       |
| ---------- | ---------- | ----------- |
| Токіо 2020 | до 80 кг   | чвертьфінал |
| Париж 2024 | до 80 кг   | 3           |